# 阿德克拉
阿德克拉（德語：Aderklaa）是奥地利下奥地利州根瑟恩多夫县的一个市镇。总面积8.62平方公里，总人口181人，人口密度21.0人/平方公里（2005年）。